# Nina Kogan
Nina Iosifovna (Osipovna) Kogan (en ruso: Нина Йосифовна (Осиповна) Коган, nació el 25 de marzojul./ 6 de abril de 1889greg. en San Petersburgo; murió en Leningrado en 1942) fue una artista rusa, profesora de arte y escenógrafa. Kogan se unió al Suprematismo desde el principio y se convirtió en miembro importante del grupo de artistas de UNOVIS. Su Ballet suprematista de 1920 es una de las primeras representaciones teatrales cinéticas y es reconocida como una anticipación de la performance como una forma de arte. 

## Vida y trabajo

### Infancia y educación
El padre, Iosif (Osip) Kogan, fue un médico militar de origen judío, que se convirtió al cristianismo ortodoxo ruso para poder tener una carrera. Nina Kogan creció en un hogar de clase media. En 1905, Kogan se graduó en la St. Catherine's School, una escuela para hijas de clase alta en San Petersburgo. Sacaba las mejores notas en dibujo y era muy educada. De 1905 a 1908 estudió en la escuela de dibujo de la Sociedad para la Promoción de las Artes con Alfred Eberling, Arkadi Rylow y Alexei Schusjew. Posteriormente, de 1908 a 1911, recibió clases particulares en el estudio de Jan Ciągliński y de 1911 a 1913 asistió a la Escuela de Pintura, Escultura y Arquitectura  de Moscú. En marzo de 1913 abandonó su formación y no obtuvo diploma. En 1913, regresó a San Petersburgo (desde 1914 Petrogrado) y enseñó dibujo en clases particulares y escuelas. También trabajó con Nadeschda Ljubawina en el museo de la ciudad en el Departamento de rótulos, que luego fue dirigido por Wera Jermolajewa. Jermolajewa, como Kogan, se convirtió más tarde en miembro del grupo de artistas UNOVIS.

### Relación con Malevich y pertenencia a UNOVIS
En 1918 conoció a Kazimir Malévich y Marc Chagall, quienes le confiaron la dirección de los estudios del curso básico de la Escuela de Arte Popular de Vítebsk, creada ese mismo año, después de que se cerraran las anteriores academias de arte a raíz de la Revolución de Octubre. Al principio trabajó bajo la dirección de Chagall y desde el otoño de 1919 con Malevich. A partir de 1920 la directora de la escuela fue Vera Yermoláyeva. A través de Malevich y El Lisitski se convirtió en seguidora del suprematismo. También tenía una estrecha conexión con Nikolai Suetin, Iwan Tscherwinko, Ilja Tschaschnik y otros artistas del grupo UNOVIS (defensores del arte de los nuevos medios), en el que tuvo una función de liderazgo. En 1920 publicó el folleto Sobre gráficos y otros artículos programáticos en la revista UNOVIS (No. 1 y No. 2) y en Put Unowisa. Participó en las exposiciones del grupo UNOVIS en Vitebsk (1920, 1921) y Moscú (1921, 1922). 
Kogan coreografió y diseñó el escenario y vestuario del primero y único, Ballet Suprematista en 1920, una expansión del suprematismo a las artes escénicas, en el Club Letón de Vitebsk. Así se convirtió en parte del movimiento de renovación del teatro ruso después de la Revolución de Octubre. En 1922 se mudó a Moscú y se casó con el artista Anatoly Borisov, del que se divorció a principios de la década de 1930. Allí trabajó en el Museo de la Cultura Pictórica, entre otros lugares. Kogan participó con obras en la Primera Exposición de Arte Ruso en 1922 organizada por Naum Gabo y Lissitzky con la Galerie van Diemen en Berlín. En 1926 se mudó a Leningrado junto con el grupo Malevich, del cual solo unos pocos permanecieron en Vitebsk, después de que aumentaran las tensiones entre el grupo, con Chagall, el partido, y la crítica local de arte sobre los movimientos artísticos socialmente demandados. 

### Vuelta al Realismo
A finales de la década de 1920, Kogan abandonó el suprematismo y volvió al arte realista. Fue comisaria de exposiciones en el Centro Cultural de Víborg y en el Museo de la Revolución (1926–27) y contribuyó a la exposición permanente de arte moderno en el Museo Estatal Ruso. Desde 1928, trabajó con Vladimir Lebedev en el Departamento de Literatura Infantil de la Editorial Estatal. Ilustró libros y pintó retratos de Anna Ajmátova a principio de los años 30. En 1934, fue arrestada, como Wera Jermolajewa, en el curso de la purga estalinista permaneciendo detenida durante tres meses.
En la segunda mitad de la década de 1930, enseñó dibujo en un estudio de arte para niños y trabajó en la revista Siskin. Kogan vivía en el apartamento que había pertenecido a sus padres, pero que ahora se había convertido en un centro comunitario con veinte inquilinos. En 1938 participó en la exposición de obras de mujeres artistas rusas en Leningrado, y en 1940 y 1941 en la sexta y séptima exposición de obras de artistas de Leningrado. Cayó enferma con desórdenes mentales y nerviosos y se quedó sola durante la guerra. Kogan murió de hambre durante el asedio de Leningrado por la Wehrmacht alemana en el invierno de 1942 y fue enterrada en un lugar desconocido. No se sabe ni el mes ni el día de su muerte. Sus posesiones fueron confiscadas después de su fallecimiento, lo que probablemente significó la destrucción de casi todas sus obras de arte.

## Obra
El folleto Sobre los gráficos y especialmente sus obras distinguen a Kogan como una de las artistas más expuestas de la Rusia posrevolucionaria. Su Ballet suprematista de 1920 no tenía argumento, sino que era una danza abstracta en la que las formas coloreadas del escenario estaban en constante movimiento y de pronto se convertían en una  cruz, un círculo o un cuadrado. En su pintura al óleo Composición de 1920, las formas estrictamente geométricas también están experimentando un cambio sutil, donde los colores fríos y la superficie clara, de aspecto casi metálico, sugieren el funcionamiento silencioso de una máquina. En la obra Composición suprematista, creada entre 1920 y 1922, la idea de un movimiento de formas geométricas y, por tanto, de configuraciones en constante cambio, está muy viva en el espíritu de su ballet. 
Kogan transformó cuidadosamente el suprematismo en el mundo de pensamiento más estricto, decidido y consciente de la objetividad del constructivismo. Este proceso también se incorporó a sus consideraciones pedagógicas, que transmitió a los estudiantes de arte matriculados en su estudio. En la primera etapa, la Facultad de Pintura, el alumno aprende que toda la naturaleza, como toda percepción, está construida de color. El segundo nivel es la Facultad de Materiales, el uso de diferentes materiales como medio de trascendencia. En el tercer nivel, la Facultad de Facultad, la tecnología se considera principalmente un medio de construcción. La tarea de la nueva escuela es mostrar a los estudiantes el camino hacia lo creativo e inventivo, para guiarlos a actividades que finalmente producirán un mundo nuevo, utilitario y técnico compuesto de  elementos trazados por el suprematismo.
A finales de la década de 1970, aparecieron varias de sus obras suprematistas, cuya autenticidad es dudosa. El nombre de Nina Kogan se usa para falsificaciones debido a su biografía poco clara y a su temprana muerte.

## Galería

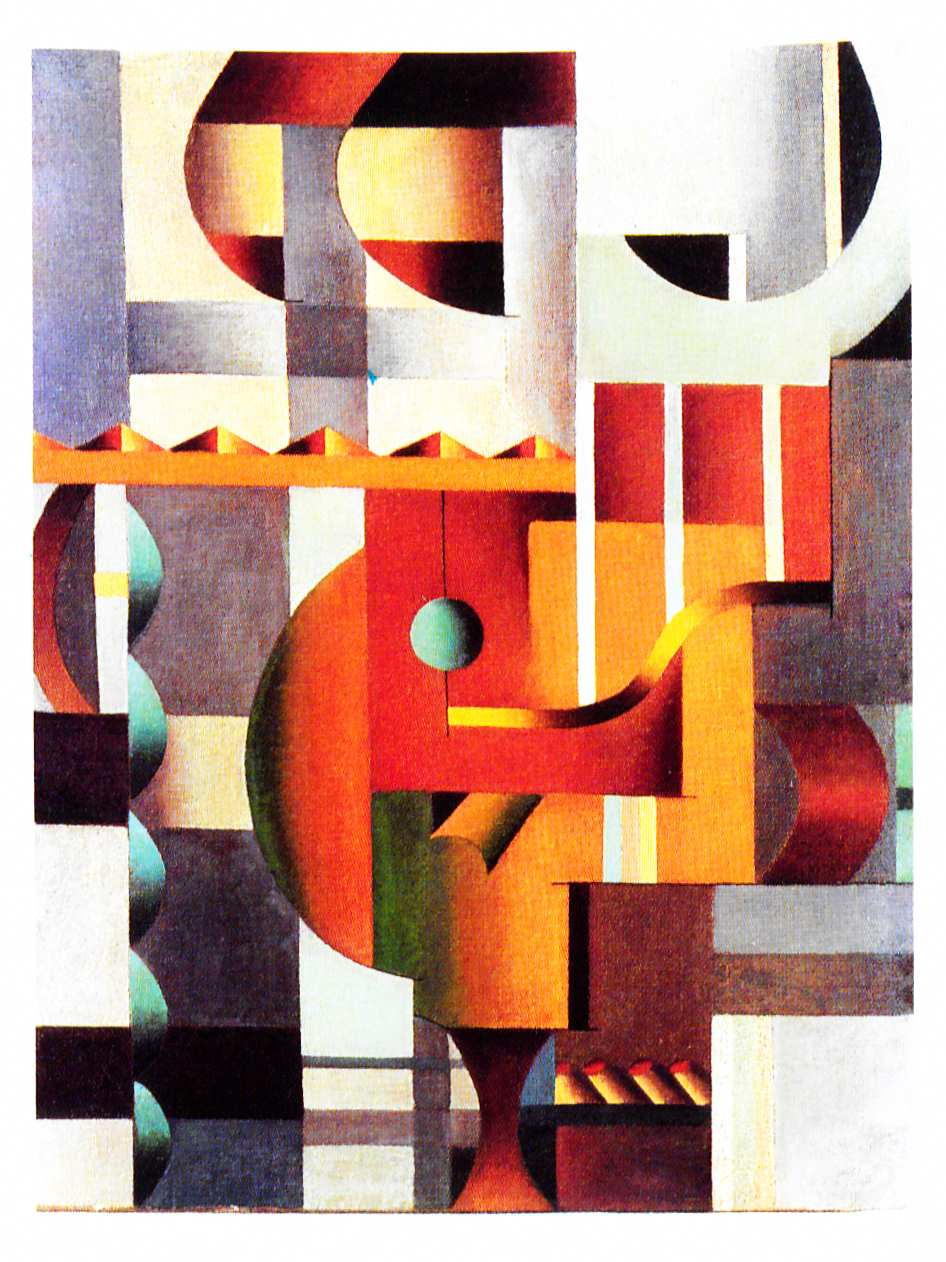
Composición 1920 1920
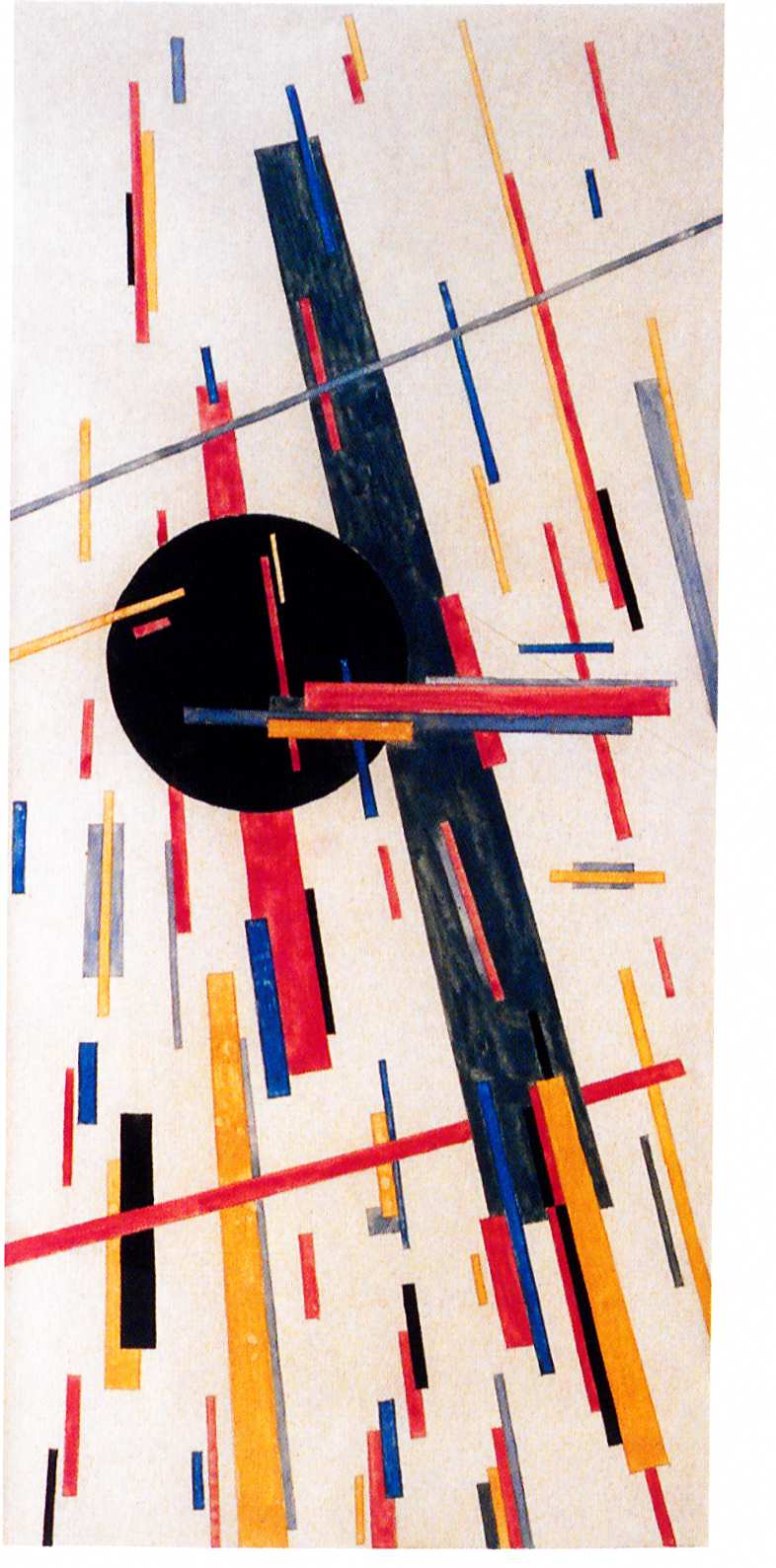
Composición Suprematista 1921
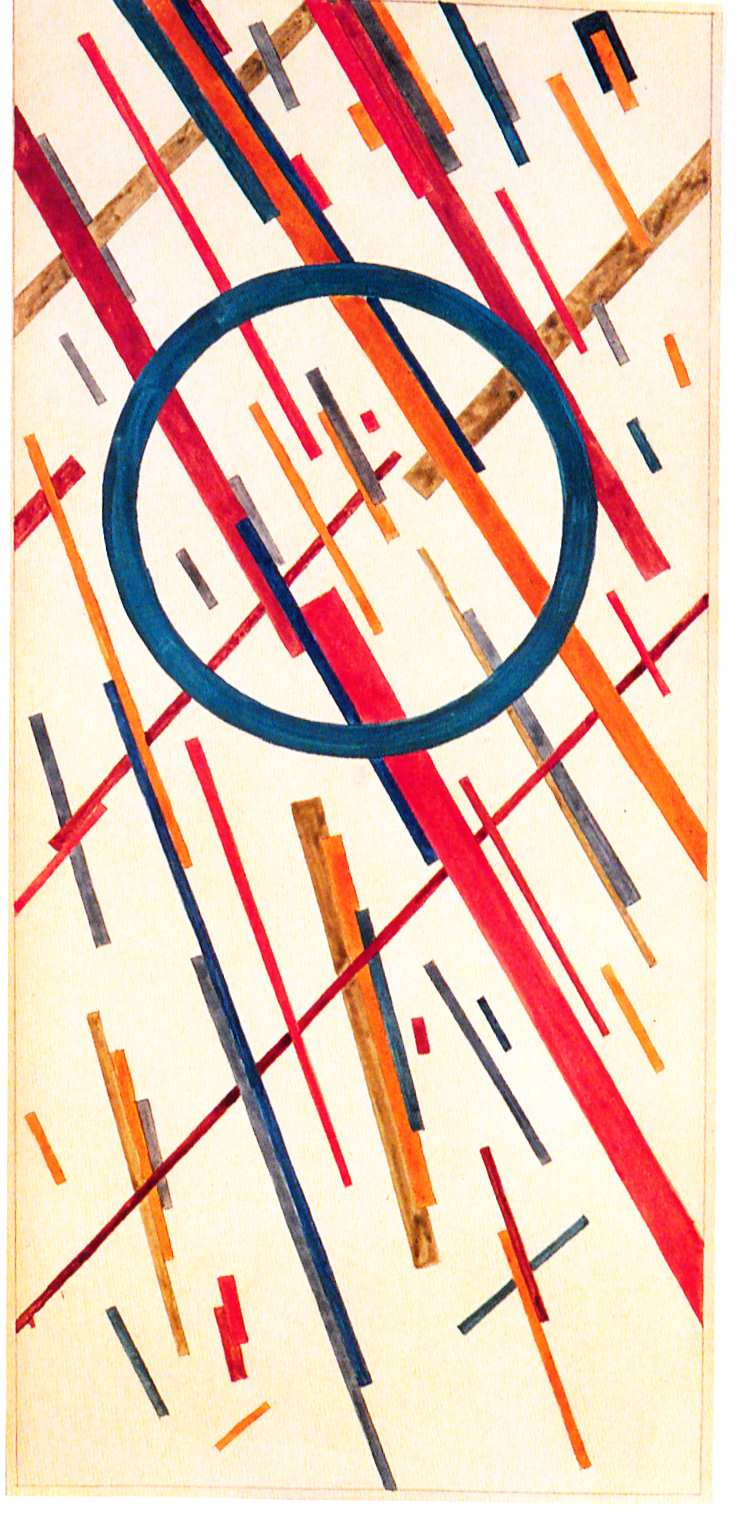
Composición Suprematista  (1921-23)
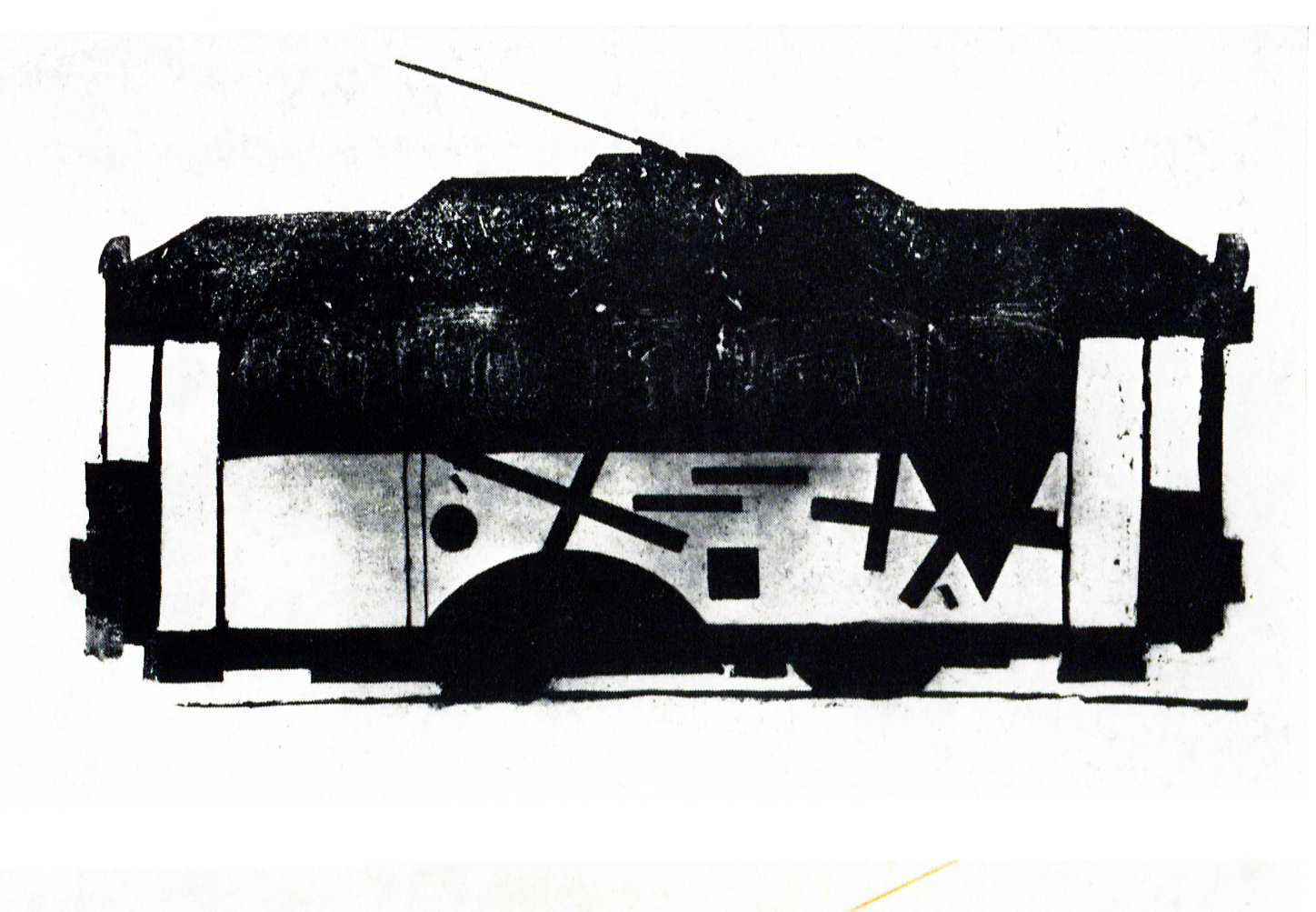
Straßenbahn UNOWIS-Almanach 1920 (1920)
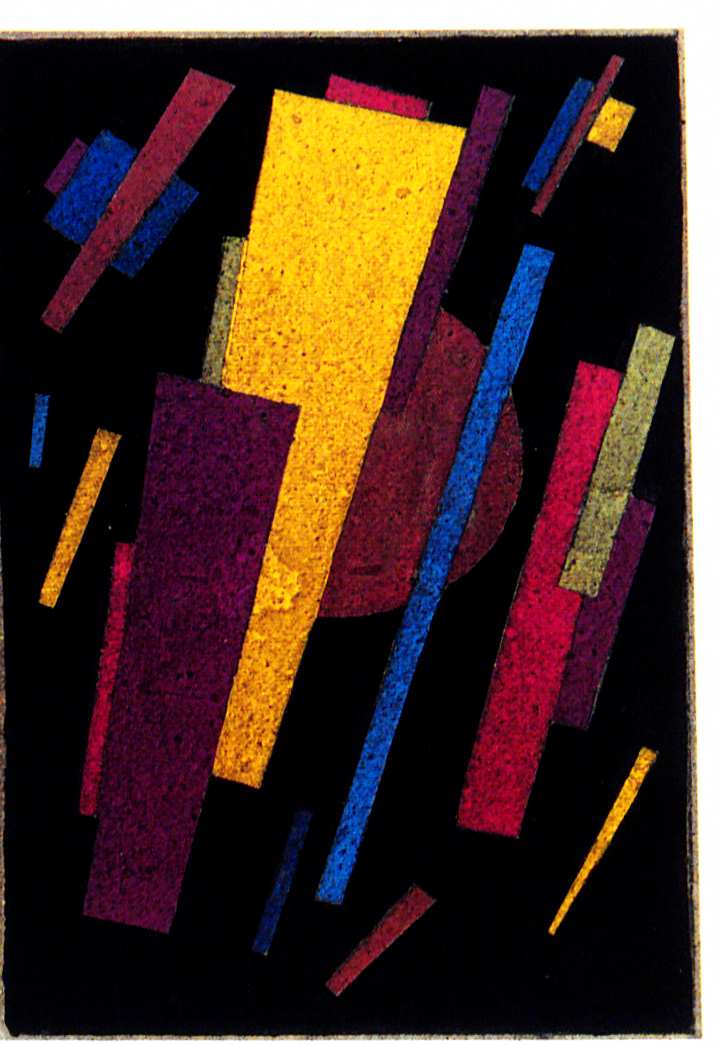
Titel Suprematistische Komposition (1921-23)
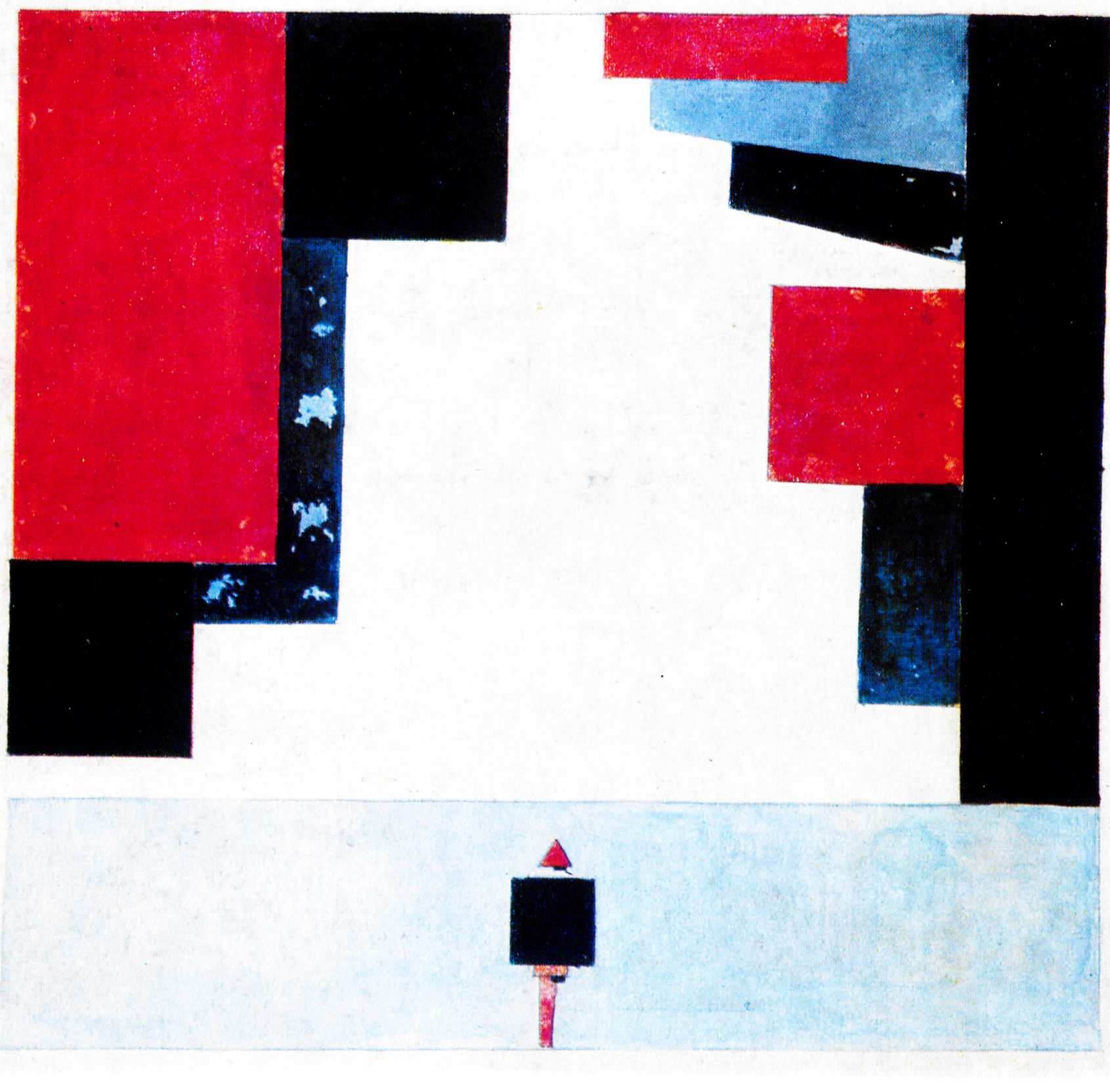
Vorhang zum suprematistischen Ballett UNOWIS-Almanach (1920)